# 2016 في الإمارات العربية المتحدة
فيما يلي قوائم الأحداث التي وقعت خلال عام 2016 في الإمارات العربية المتحدة.

## أحداث
- 3 أغسطس – طيران الإمارات الرحلة 521

## رياضة
- 29 أكتوبر – كأس الإمارات 2016 الفائزون جون ابرستوري، Siarhei Papok [الإنجليزية]‏، Andrea Palini [الإنجليزية]‏.

## أفلام
من الأفلام التي صدرت هذه السنة في الإمارات العربية المتحدة:
- 1 يناير – الأوديسة العراقية من إخراج سمير (كاتب).
- 1 يناير – البارون من إخراج طه الحكيم.
- 1 يناير – علي معزة وإبراهيم